# Мозговой, Иван Алексеевич
Ива́н Алексе́евич Мозгово́й (27 сентября 1927 — 8 августа 2005) — советский партийный и государственный деятель, Первый заместитель Председателя СМ УССР (1980), секретарь ЦК КП Украины (1980—1988).

## Биография
Родился 27 сентября 1927 года в селе Новомихайловка (ныне Марьинский район, Донецкая область, Украина), украинец. Окончил Бердянский сельхозтехникум. С 1947 года работал агрономом совхоза № 12 «Тепличный» Донецкого треста пригородных совхозов.
Окончил Херсонский сельскохозяйственный институт в 1953 году по специальности — учёный агроном.
В 1952—1962 годах на комсомольской работе: заведующий отдеклом, второй секретарь Херсонского обкома ЛКСМ Украины, секретарь ЦК ЛКСМ Украины (1955—1962), второй секретарь Закарпатского обкома КП Украины (1962—1966), первый секретарь Ровенского обкома КП Украины (1966—1972), первый секретарь Херсонского обкома КП Украины (1972—1980), первый заместитель председателя Совета Министров Украинской ССР (1980—1988), возглавлял аграрную политику Украины. Сельскохозяйственное производство в этот период за многими показателями достигло мирового уровня. В 1980—1988 годах секретарь ЦК КП Украины (по вопросам сельского хозяйства).
Член ВКП(б) с 1951 года. Член ЦК КПСС (1981—1989). Член ЦРК КПСС (1976—1981). Депутат Совета Национальностей ВС СССР 7 — 11 созывов (1966—1989) от УССР.
С 1988 года на пенсии. С 1990 года — глава Крестьянского союза Украины (с дня его создания). С 1998 года сопредседатель Украинского аграрного союза.
Скончался 8 августа 2005 года, похоронен на Байковом кладбище Киева.

## Награды
- три ордена Ленина (26.9.1977; 8.12.1973; 28.9.1987)
- орден Октябрьской Революции (27.8.1971)
- орден Трудового Красного Знамени (22.3.1966)
- орден «Знак Почёта» (18.2.1958)
- орден «За заслуги» III степени
- медали